# Кит (подводная лодка)
«Кит» — подводная лодка российского императорского флота типа «Нарвал». Построена в 1911—1915 годах, входила в состав Черноморского флота, приняла активное участие в Первой мировой войне.

## История строительства
Подводная лодка «Кит» была заложена в декабре 1911 года в Санкт-Петербурге на Невском заводе, затем перевезена в Николаев, 18 октября 1913 года совместно с остальными двумя однотипными лодками заложена на стапелях отделения Невского завода в Николаеве, о чём на деталях киля установлена закладная доска. Начало Первой мировой войны встретила в достройке. В мае 1915 года спущена на воду и зачислена в состав 2-го дивизиона Бригады подводных лодок Черноморского флота. В августе 1915 года начаты сдаточные испытания корабля по сокращённой программе.
12-14 сентября 1915 года лодка своим ходом перешла в Севастополь для продолжения испытаний.
4 октября во время испытаний при переходе в дозор к Босфору произошла авария правого кормового дизеля. В ходе ремонта носовые и кормовые дизели были соединены при помощи фрикционных муфт, комиссия рекомендовала использовать преимущественно кормовую пару двигателей, а носовые использовать совместно с ними лишь при крайней необходимости.
14 октября вступила в строй, 15 октября поднят военно-морской флаг.

## Служба
После вступления в строй в 1915—1916 годах «Кит» принял активное участие в Первой мировой войне.
В 1915—1916 годах «Кит» был оснащён приборами звукоподводной связи и наблюдения конструкции Фессендена, вскоре дополненный высокочастотным прибором Вологдина. В апреле-мае 1916 года корабль вернулся в строй после ремонта и переоборудования в Николаеве.
12 мая 1916 года находящийся на дозорной позиции у турецкого побережья «Кит» был атакован бомбами с вражеского гидросамолёта. 13 мая в районе Амасры захватила турецкий бриг водоизмещением 300 т, однако при попытке буксировки приза была снова атакована гидросамолётом, после чего, во избежание повторных атак, приз был затоплен.
В ноябре 1916 года «Кит» вышел в море под командованием старшего лейтенанта М. В. Паруцкого. 30 ноября лодка настигла колёсный турецкий пароход «Невзегер» с караваном фелюг на буксире и атаковала их, но на лодке отказало 76-мм орудие. Паруцкий решил протаранить пароход. Удар был настолько сильным, что нос лодки застрял в пробоине тонущего парохода. Экипаж лодки в условиях ружейного обстрела, сумел освободить нос лодки и продолжил боевую операцию. В том же походе 3 декабря 1916 года экипаж ПЛ «Кит» уничтожил турецкий бриг водоизмещением 680 тонн и девять парусников меньших размеров гружёных углём и различными запасами. 20 марта 1917 года старший лейтенант М. В. Паруцкий «за то, что утопил таранным ударом под сильным и действительным огнем неприятельский пароход и являя пример мужества и распорядительности, вывез свою подводную лодку из крайне опасного положения, получившегося благодаря тому, что тонувший пароход увлек за собой застрявший нос лодки» был награждён Георгиевским оружием.
Всего за время Первой мировой войны «Кит» потопил 24 судна противника общим водоизмещением 1 270 брт.
Осенью 1917 года лодка встала в ремонт, а потом была переведена в резерв. После войны находилась в Севастополе, где была потоплена английскими интервентами в 1919 году. В 1934 году была обнаружена на дне на глубине 59 метров водолазами ЭПРОНа, в 1934—1935 годах поднята и впоследствии разделана на металл.

## Командиры
- 24.04.1915 — ??.12.1917 — старший лейтенант Н. А. Зарубин (в должность вступил 18 мая 1915 года, сдал должность в январе 1918 года).
- 14.11.1915 — 22.11.1915 — капитан по адмиралтейству Я. С. Андросов (Врид)
- ??.11.1916 — ??.12.1916 — старший лейтенант М. В. Паруцкий (Врид)